# Martailly-lès-Brancion
Martailly-lès-Brancion est une commune française située dans le département de Saône-et-Loire, en région Bourgogne-Franche-Comté.

## Géographie
Martailly-lès-Brancion fait partie du Mâconnais, plus précisément du Tournugeois, à la lisière nord du Haut-Mâconnais.

### Climat
Pour des articles plus généraux, voir Climat de la Bourgogne-Franche-Comté et Climat de Saône-et-Loire.
En 2010, le climat de la commune est de type climat océanique dégradé des plaines du Centre et du Nord, selon une étude du Centre national de la recherche scientifique s'appuyant sur une série de données couvrant la période 1971-2000. En 2020, Météo-France publie une typologie des climats de la France métropolitaine dans laquelle la commune est exposée à un climat semi-continental et est dans la région climatique Bourgogne, vallée de la Saône, caractérisée par un bon ensoleillement (1 900 h/an), un été chaud (18,5 °C), un air sec au printemps et en été et des vents faibles.
Pour la période 1971-2000, la température annuelle moyenne est de 10,9 °C, avec une amplitude thermique annuelle de 17,3 °C. Le cumul annuel moyen de précipitations est de 951 mm, avec 9,8 jours de précipitations en janvier et 7,7 jours en juillet. Pour la période 1991-2020, la température moyenne annuelle observée sur la station météorologique de Météo-France la plus proche, « Jalogny_sapc », sur la commune de Jalogny à 18 km à vol d'oiseau, est de 11,2 °C et le cumul annuel moyen de précipitations est de 873,4 mm. 
La température maximale relevée sur cette station est de 39,6 °C, atteinte le 12 août 2003 ; la température minimale est de −21,6 °C, atteinte le 17 janvier 1985,,.
Les paramètres climatiques de la commune ont été estimés pour le milieu du siècle (2041-2070) selon différents scénarios d'émission de gaz à effet de serre à partir des nouvelles projections climatiques de référence DRIAS-2020. Ils sont consultables sur un site dédié publié par Météo-France en novembre 2022.

## Urbanisme

### Typologie
Au 1er janvier 2024, Martailly-lès-Brancion est catégorisée commune rurale à habitat très dispersé, selon la nouvelle grille communale de densité à sept niveaux définie par l'Insee en 2022.
Elle est située hors unité urbaine et hors attraction des villes,.

### Occupation des sols
L'occupation des sols de la commune, telle qu'elle ressort de la base de données européenne d’occupation biophysique des sols Corine Land Cover (CLC), est marquée par l'importance des territoires agricoles (50,4 % en 2018), en diminution par rapport à 1990 (51,2 %). La répartition détaillée en 2018 est la suivante : forêts (49,6 %), zones agricoles hétérogènes (26,3 %), prairies (24,1 %). L'évolution de l’occupation des sols de la commune et de ses infrastructures peut être observée sur les différentes représentations cartographiques du territoire : la carte de Cassini (XVIIIe siècle), la carte d'état-major (1820-1866) et les cartes ou photos aériennes de l'IGN pour la période actuelle (1950 à aujourd'hui).

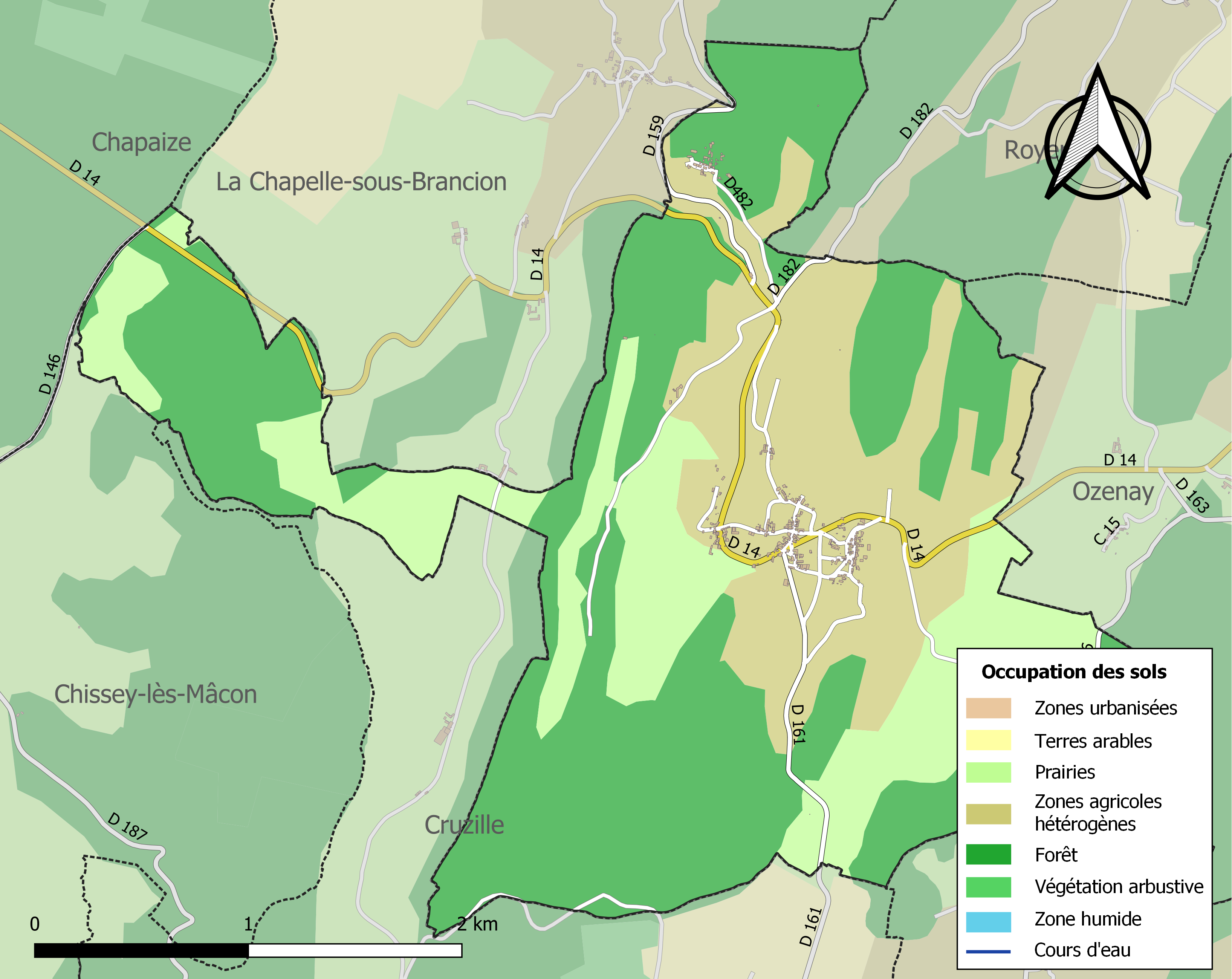
Carte des infrastructures et de l'occupation des sols de la commune en 2018 (CLC).

### Plan local d'urbanisme
L'urbanisme sur les 885 hectares du territoire de Martailly-lès-Brancion est régi par un plan local d'urbanisme intercommunal (PLUi), document d’urbanisme dont le territoire d’effet n'est plus la commune mais la communauté de communes, soit vingt-quatre communes membres réparties sur le Haut-Mâconnais et le Tournugeois.
Ce document stratégique traduit les principes d'aménagement du territoire et constitue un outil réglementaire fixant les règles de construction et d’occupation des sols applicables sur le territoire de l'intercommunalité du Mâconnais-Tournugeois, d'où son contenu : un rapport de présentation retraçant le diagnostic du territoire, un projet d'aménagement et de développement durable (PADD) exposant la stratégie intercommunale, des orientations d'aménagement et de programmation (OAP) définissant les conditions d'aménagements de certains quartiers/ilots (cas particuliers), un règlement fixant les règles d’utilisation et de droit des sols ainsi que des annexes (plan de zonage, liste des servitudes, etc.).
Le PLUi du Mâconnais-Tournugeois, fruit d'un processus lancé par la communauté de communes en 2016, a été définitivement adopté par le conseil communautaire le 21 décembre 2023.

## Histoire

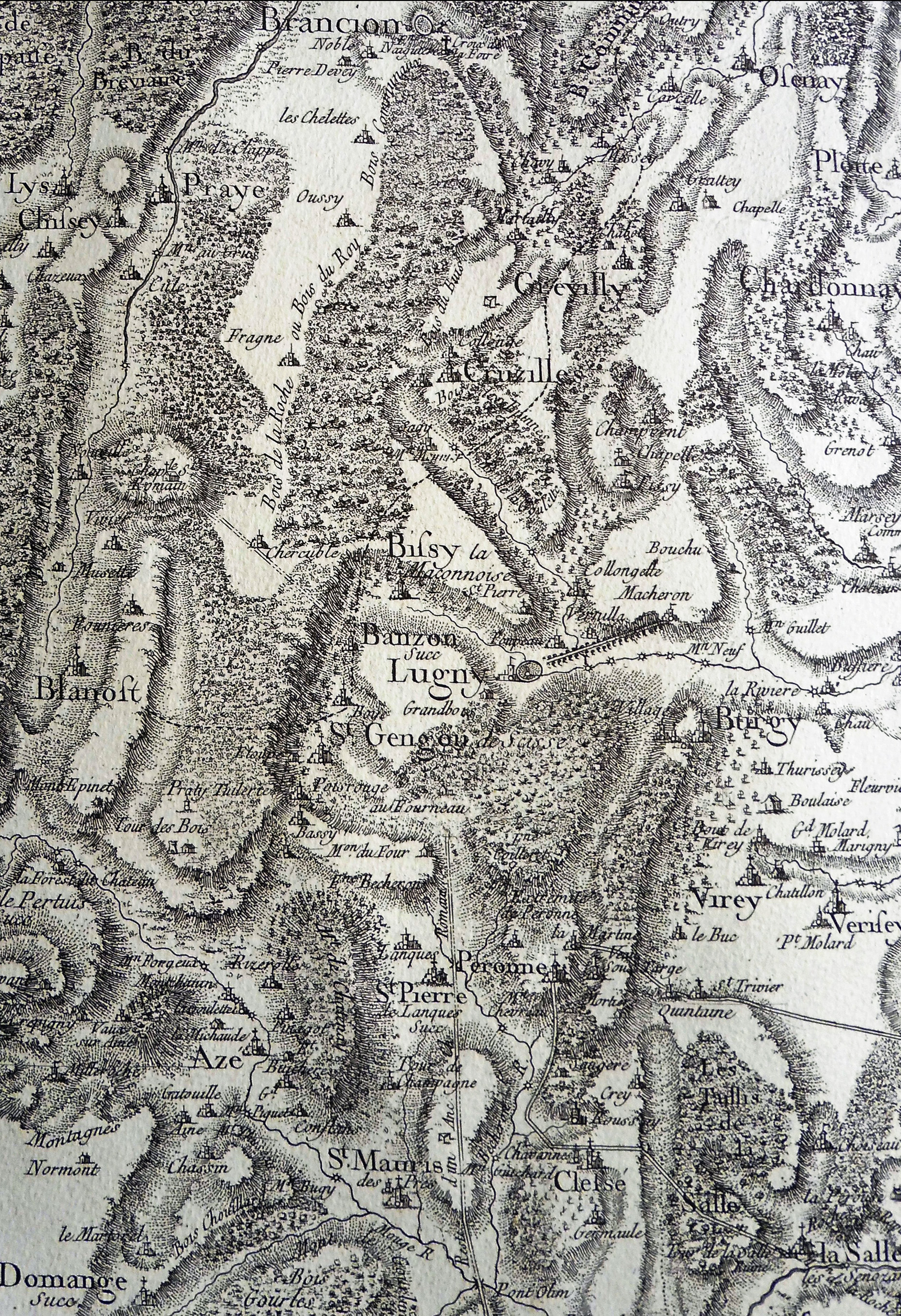
Brancion et Martailly en 1759, d'après la carte de Cassini.

Des traces de forteresse gauloise existent sur le site du château de Brancion.
1893 : par décret, Brancion devient Martailly-lès-Brancion.
Pendant la Seconde Guerre mondiale, Brancion fut le siège d'un important maquis de résistants.
Dans la nuit du 28 au 29 mai 1968, une partie de Martailly fut dévastée par les eaux d'un violent orage qui frappa de nombreux villages du Tournugeois et du Haut-Mâconnais, orage qui causa notamment de sérieux dégâts au cimetière.

## Politique et administration

### Tendances politiques et résultats

#### Élections présidentielles
Le village de Martailly-lès-Brancion place en tête à l'issue du premier tour de l'élection présidentielle française de 2017, François Fillon (LR) avec 29,29 % des suffrages. Mais lors du second tour, Emmanuel Macron (LaREM) est en tête avec 63,74 %.

#### Élections législatives
Le village de Martailly-lès-Brancion faisant partie de la quatrième circonscription de Saône-et-Loire, place lors du 1er tour des élections législatives françaises de 2017, Stéphane GROS (LR) et Catherine GABRELLE (LaREM) avec 32,47 % des suffrages à égalité. Mais lors du second tour, il s'agit de Cécile Untermaier (PS) qui arrive en tête avec 54,84 % des suffrages.
Lors du 1er tour des élections législatives françaises de 2022,Cécile Untermaier (PS) et Elisabeth Roblot (Ensemble), arrivent à égalité, avec 32,81 % des suffrages. Mais lors du second tour, il s'agit de Cécile Untermaier (PS) qui arrive en tête avec 50,91 % des suffrages.

#### Élections régionales
Le village de Martailly-lès-Brancion place la liste « Pour la Bourgogne et la Franche-Comté » menée par Gilles Platret (LR) en tête, dès le 1er tour des élections régionales de 2021 en Bourgogne-Franche-Comté, avec 32,14 % des suffrages. Lors du second tour, les habitants décideront de placer la liste de « Notre Région Par Cœur » menée par Marie-Guite Dufay, présidente sortante (PS) en tête, avec cette fois-ci, près de 44,44 % des suffrages. Devant les autres listes menées par Gilles Platret (LR) en seconde position avec 35,19 %, Julien Odoul (RN), troisième avec 11,11 % et en dernière position celle de Denis Thuriot (LaREM) avec 9,26 %. Il est important de souligner une abstention record lors de ces élections qui n'ont pas épargné le village de Martailly-lès-Brancion avec lors du premier tour 56,15 % d'abstention et au second, 56,92 %.

#### Élections départementales
Le village de Martailly-lès-Brancion faisant partie du canton de Tournus place le binôme de Jean-Claude BECOUSSE (DVD) et Colette BELTJENS (DVD), en tête, dès le 1er tour des élections départementales de 2021 en Saône-et-Loire avec 55,56 % des suffrages. Lors du second tour, les habitants décideront de placer de nouveau le binôme de Jean-Claude BECOUSSE (DVD) et Colette BELTJENS (DVD), en tête, avec cette fois-ci, près de 56,25 % des suffrages. Devant l'autre binôme menée par Delphine DUGUÉ (DVG) et Mickaël MANIEZ (DVG) qui obtient 3,75 %. Il est important de souligner une abstention record lors de ces élections qui n'ont pas épargné le village de Martailly-lès-Brancion avec lors du premier tour 56,92 % d'abstention et au second, 57,69 %.

### Liste des maires
| Période                                  | Période   | Identité         | Étiquette | Qualité |
| ---------------------------------------- | --------- | ---------------- | --------- | ------- |
| Les données manquantes sont à compléter. |           |                  |           |         |
| mars 2001                                | mars 2008 | Philippe Neurhor | Aucun     |         |
| mars 2008                                | En cours  | Patrick Talmey   | UMP/UDI   |         |

## Population et société

### Démographie

Les vignobles du Mâconnais.

L'évolution du nombre d'habitants est connue à travers les recensements de la population effectués dans la commune depuis 1793. Pour les communes de moins de 10 000 habitants, une enquête de recensement portant sur toute la population est réalisée tous les cinq ans, les populations de référence des années intermédiaires étant quant à elles estimées par interpolation ou extrapolation. Pour la commune, le premier recensement exhaustif entrant dans le cadre du nouveau dispositif a été réalisé en 2006.

En 2022, la commune comptait 124 habitants, en évolution de −12,68 % par rapport à 2016 (Saône-et-Loire : −1,06 %, France hors Mayotte : +2,11 %).
| 1793 | 1800 | 1806 | 1821 | 1831 | 1836 | 1841 | 1846 | 1851 |
| ---- | ---- | ---- | ---- | ---- | ---- | ---- | ---- | ---- |
| 514  | 497  | 540  | 618  | 633  | 593  | 608  | 585  | 565  |

| 1856 | 1861 | 1866 | 1872 | 1876 | 1881 | 1886 | 1891 | 1896 |
| ---- | ---- | ---- | ---- | ---- | ---- | ---- | ---- | ---- |
| 513  | 518  | 530  | 543  | 576  | 574  | 483  | 408  | 364  |

| 1901 | 1906 | 1911 | 1921 | 1926 | 1931 | 1936 | 1946 | 1954 |
| ---- | ---- | ---- | ---- | ---- | ---- | ---- | ---- | ---- |
| 384  | 389  | 365  | 297  | 280  | 240  | 264  | 244  | 216  |

| 1962 | 1968 | 1975 | 1982 | 1990 | 1999 | 2006 | 2011 | 2016 |
| ---- | ---- | ---- | ---- | ---- | ---- | ---- | ---- | ---- |
| 187  | 171  | 144  | 168  | 146  | 139  | 118  | 122  | 142  |

| 2021 | 2022 | - | - | - | - | - | - | - |
| ---- | ---- | - | - | - | - | - | - | - |
| 130  | 124  | - | - | - | - | - | - | - |

## Vignoble

### Cultes
Martailly-lès-Brancion fait partie du diocèse d'Autun et appartient à la paroisse Saint-Philibert en Tournugeois regroupant une quinzaine de villages autour de Tournus. Son curé actuel, depuis septembre 2022, est le père Bernard Binon.
À partir de 1976, les sœurs bénédictines de Notre-Dame de la Compassion eurent leur noviciat installé au hameau de Brancion, avant son transfert à Savigny-sur-Grosne en 1985, puis à Autun.

## Culture locale et patrimoine

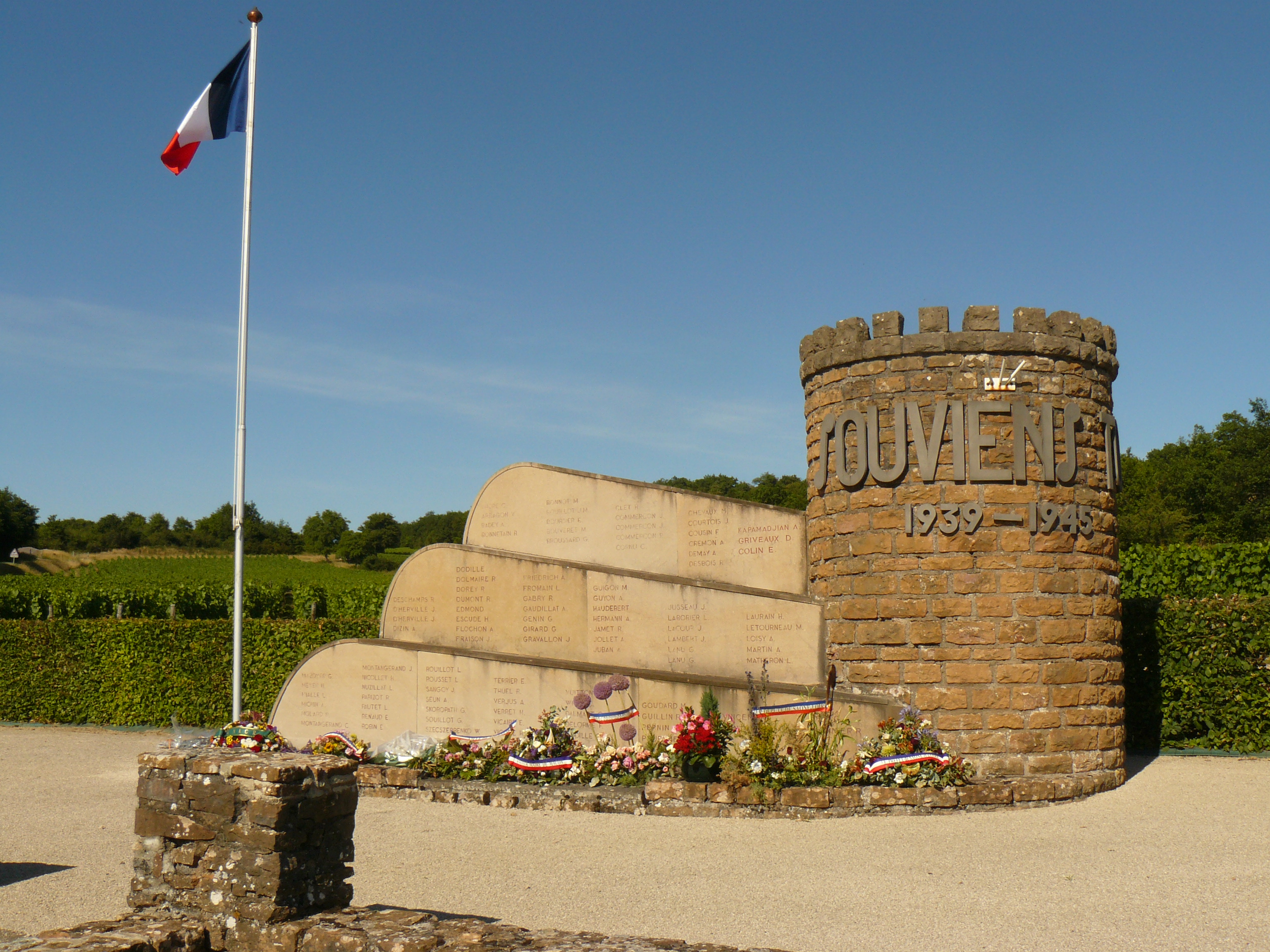
Le monument commémoratif « Souviens-toi 1939-1945 » inauguré en 1950 au col de Brancion.

### Lieux et monuments
La commune, par l'intermédiaire de son hameau de Brancion au caractère médiéval, a été labellisée Cité de Caractère de Bourgogne-Franche-Comté.
Sur le territoire de Martailly-lès-Brancion se trouvent :
- le site médiéval du château de Brancion et du vieux village bâti à ses pieds ;
- l'église Saint-Pierre de Brancion, de style roman, qui a été  reconstruite au XIIe siècle (classée au titre des Monuments historiques, avec ses peintures murales médiévales) ;
- La halle du hameau de Brancion, inscrite au titre des Monuments historiques depuis 1933 ;
- deux croix, dénommées la croix Bernadotte et la croix de Brancion' ;
- une fontaine monumentale au bourg, construite en 1889 et toujours en service (quatre autres fontaines sont implantées sur le territoire de la commune, dont trois toujours en fonctionnement), et quatre puits couverts dénommés barbettes  (deux dans le secteur du bourg de Martailly et deux en contrebas du hameau de Brancion) ;
- l'église Saint-Pierre-et-Saint-Paul, édifice bicentenaire consacré le 25 mai 1826 par le curé de Chissey-lès-Mâcon (officiant par délégation de l'évêque), dont le clocher-porche abrite une cloche de 600 kg fondue à Mâcon par Guillaume Baudoin et mise en place fin 1827 (composée de quatre parties de cuivre rouge de Sibérie pour une partie d’étain anglais) ;
- un monument commémoratif à la Résistance et aux maquis, construit au col de Brancion et existe depuis le 2 juillet 1950, date de son inauguration[25] nombreux dans la région à partir de 1943. Il comprend 107 noms de maquisards morts aux combats en 1944, de résistants du Haut-Mâconnais, du Tournugeois et de la vallée de la Grosne, morts fusillés ou en déportation, d'otages fusillés[26].
- l'orme bicentenaire de Martailly (visible au lieu-dit L'Étang), arbre possédant un houppier au dôme parfait labellisé « Arbre remarquable de France » en juin 2000 (âge estimé : 150 ans ; 4,50 m de circonférence)[Note 3] ;
- le site de la cadole de la Fà (du nom du plateau du même nom surplombant le bourg de Martailly et Brancion), attaché à l'histoire du maquis (site de largage de containers en avril et mai 1944[27])[28] ;
- l'ancien café-restaurant Vitrier, tenu par Henri[29] et Yvonne Vitrier[30], créateurs d'un groupe de FTP, qui fut dévasté et brûlé par les Allemands le 2 juillet 1944[31] ;
- une colonie de grands rhinolophes et de murins à oreilles échancrées se rassemble  pour la mise bas sur la commune de Martailly-lès-Brancion en période estivale[32] ;
- le site de la grotte du Four de la Baume, en contrebas du hameau de Brancion, fouillée en 1913 par Joseph Mazenot, instituteur à Royer[33] ;
- le lavoir dit de « Jeune Fontaine », construit en 1820-21 en contrebas de la route qui traverse le bourg de Martailly pour recevoir douze lavandières (six de chaque côté du bassin), édifice en amont duquel, sous la forme d'un puits, se trouve la source de la Natouze.

Martailly-lès-Brancion est le point de départ de l'un des 17 circuits de randonnée balisés mis en place en 2022-2023 (sur 58 communes de Saône-et-Loire) par plusieurs intercommunalités au sein du territoire du Massif Sud Bourgogne, intitulé Autour de Brancion (11,1 kilomètres, 295 mètres de dénivelé, départ au niveau du parking à l'entrée du hameau de Brancion).
Chaque année depuis 2013 se déroule le premier dimanche d'août une randonnée mise sur pied par l'association Les Cadeules de Martailly : « La Balade sur le chemin des cadeules » (dixième édition le 4 août 2024), consistant en deux circuits de 8 et 15 kilomètres.
À noter : à Martailly-lès-Brancion a son siège une association œuvrant dans les domaines de l'histoire et du patrimoine : Tremplin Homme et Patrimoine, fondée en 1996 (par des professionnels de la formation, une psychologue et des passionnés d'histoire et de patrimoine) et menant de nombreux chantiers mêlant restauration du patrimoine vernaculaire et actions d'insertion.

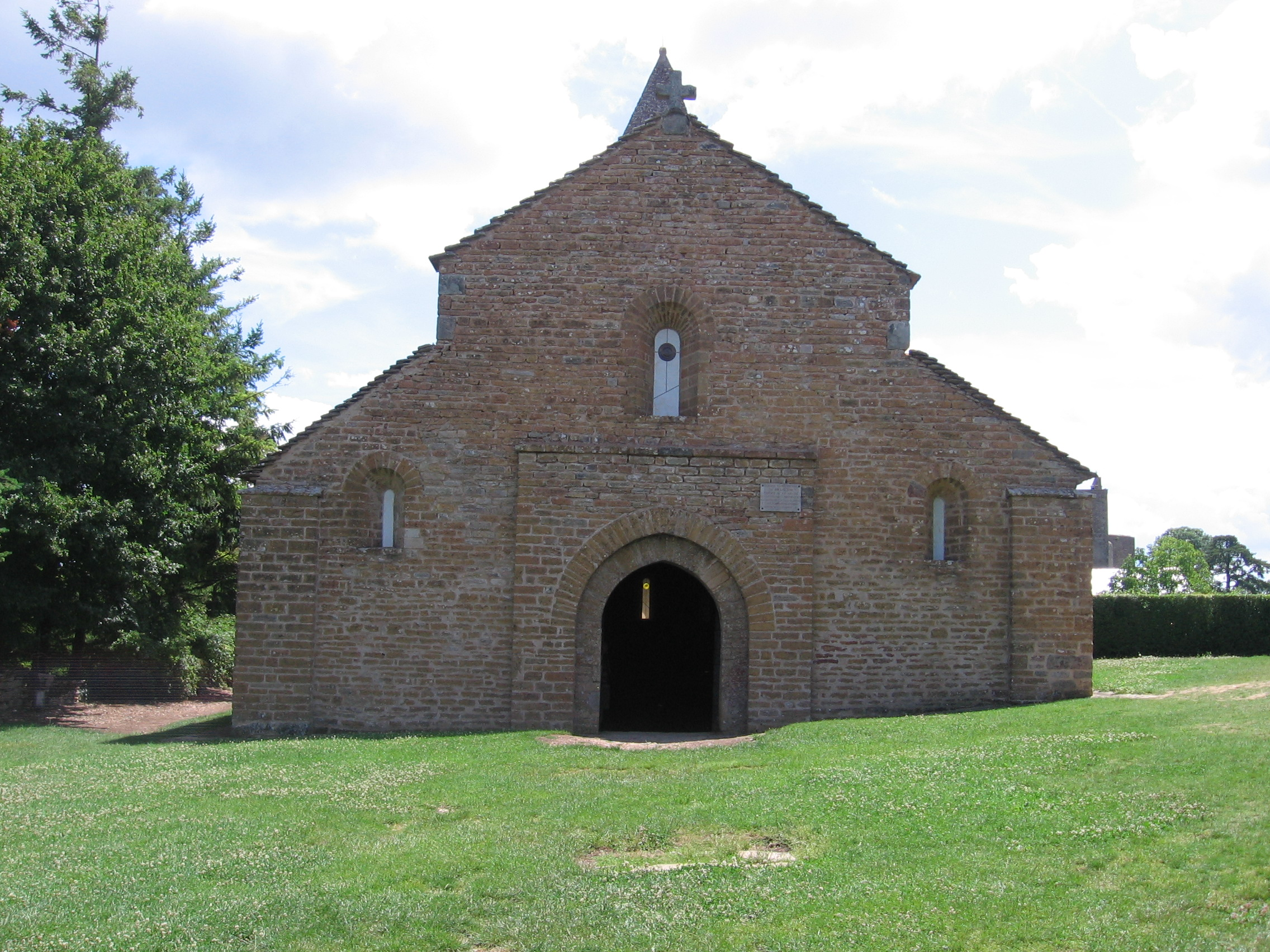
L'église Saint-Pierre de Brancion.
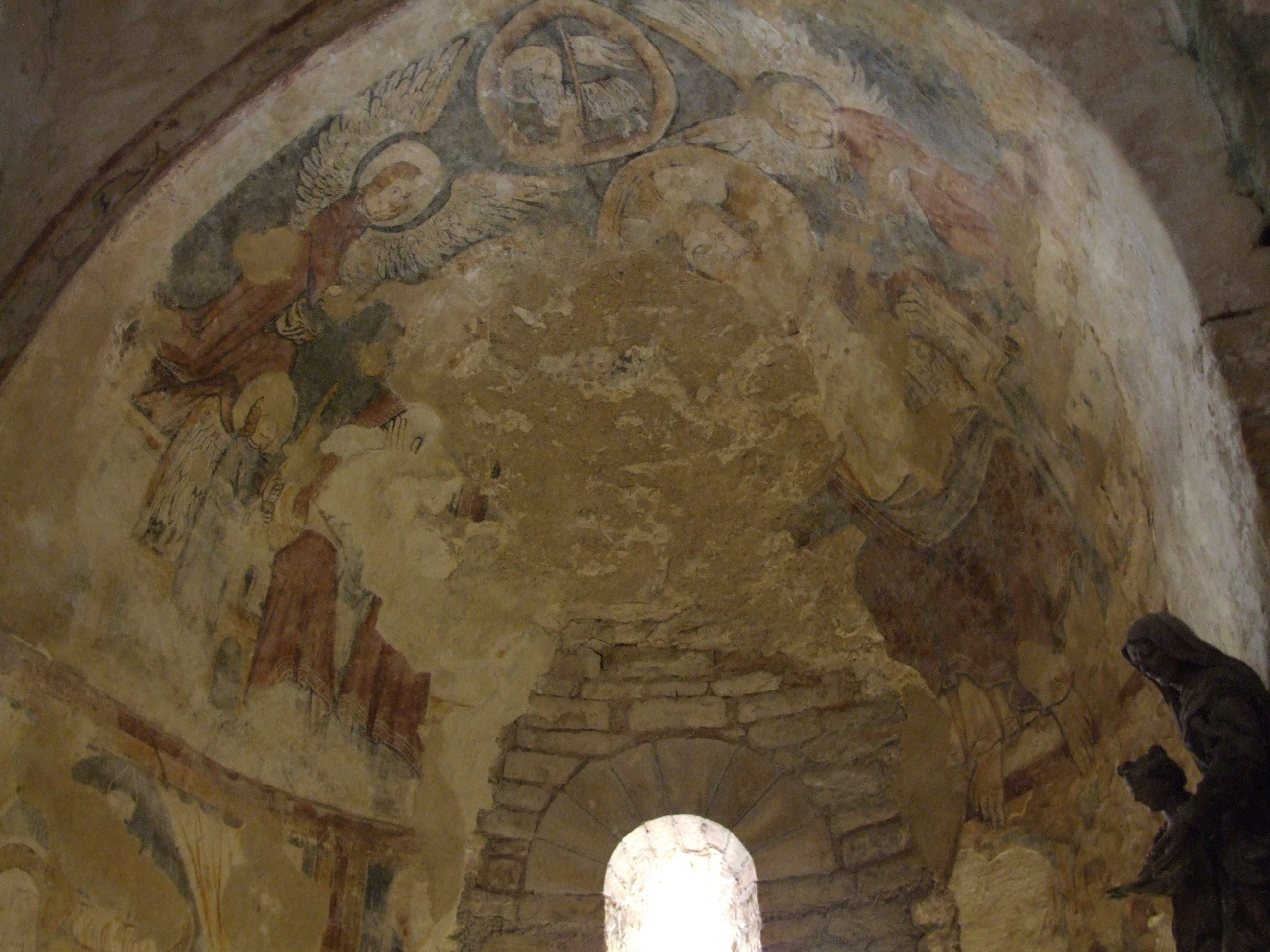
Église Saint-Pierre de Brancion : les peintures murales médiévales.
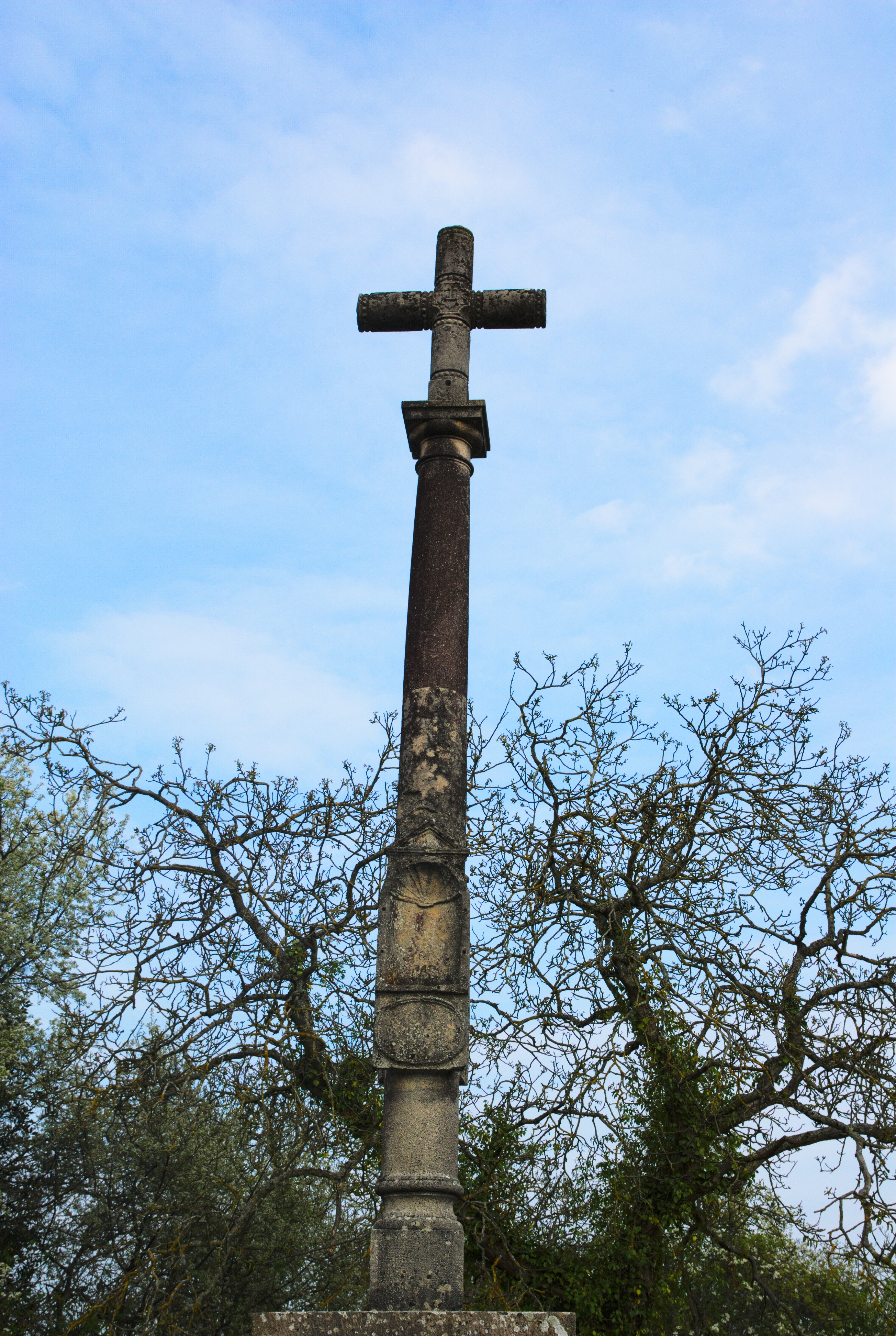
La croix Bernadotte.
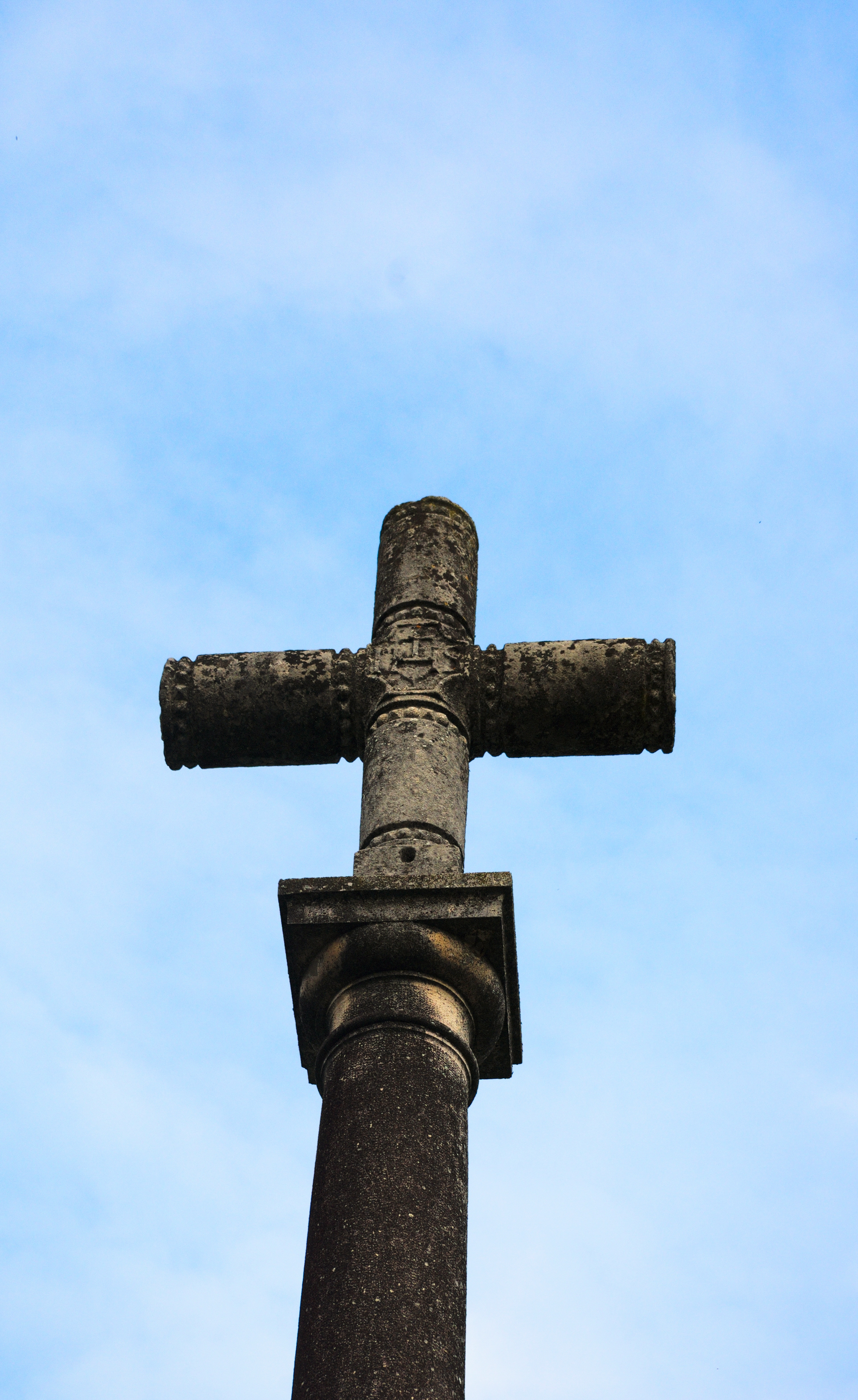
La croix Bernadotte.

### Personnalités liées à la commune
- Séraphin Effernelli (1925-2024[36]), enseignant en retraite et auteur de nombreux ouvrages, fut résistant au sein du maquis de Brancion. Il était officier de la Légion d'honneur, croix de guerre 1939-1945 avec deux citations, titulaire de la croix du combattant volontaire de la Résistance.

### Héraldique
| Blason de Martailly-lès-Brancion | Blason  | Tiercé en pairle renversé : au 1) de gueules à la tour ruinée d'argent, ouverte du champ et maçonnée de sable, au 2) d'or à la grappe de raisin feuillée de deux pièces au naturel, au 3) d'azur à la fasce ondée d'argent et à deux clefs de sable passées en sautoir brochant sur la fasce. |
| Blason de Martailly-lès-Brancion | Détails | Création Jean-François Binon |

## Pour approfondir